# Turaniphytum eranthemum
Turaniphytum eranthemum là một loài thực vật có hoa trong họ Cúc. Loài này được (Bunge) Poljakov miêu tả khoa học đầu tiên.